# Stapelia glanduliflora
Stapelia glanduliflora är en oleanderväxtart som beskrevs av Mass.. Stapelia glanduliflora ingår i släktet Stapelia och familjen oleanderväxter. Inga underarter finns listade i Catalogue of Life.